# Mopentibo
Mopentibo was een plantage aan de Surinamerivier in het district Commewijne in Suriname. De plantage ligt aan de rivier tussen Peperpot en Meerzorg. In het binnenland grenst zij aan Jagtlust.

## Geschiedenis
Mopentibo werd in de jaren 60 van de 17de eeuw opgericht als suikerrietplantage. De oppervlakte was 604 akkers. De eerst bekende Hollandse eigenaar was Simon van Halewijn, die in 1696 naar Suriname was gekomen. Hij was ook de eigenaar van Peperpot en Puttenzorg en het daarnaast gelegen ‘t Ylant. Ook het hogerop gelegen Beaumont was in zijn eigendom.
Na zijn overlijden in 1727 kwam Mopentibo in het bezit van zijn vrouw Susanna Kinckhuysen. Na haar overlijden in 1732 erfden de kinderen van haar zus Maria de plantage. De helft ging naar Anna Martha, getrouwd met Everhardus Dudok, en de andere helft naar Ludolf Simon, getrouwd met Maria de Wit. Het derde kind, Adriana Elisabeth erfde een huis in Paramaribo. Zij woonden allen in Nederland en Mopentibo werd beheerd door Andreas Mauricius, zoon van gouverneur Jan Jacob Mauricius.
Na deze ontwikkelingen kwam de plantage in het bezit van het fonds Jean Jacques Poncelet en Zoon uit Amsterdam. In 1821 bezat dit fonds negen plantages in Suriname. De plantage was inmiddels een koffieplantage geworden. De volgende eigenaar werd  E. Alexander. Hij deed weinig aan beheer: in 1831 was Mopentibo een kostgrond.
In 1835 werd de plantage, samen met Peperpot, gekocht door Casper Lodewijk van Uytrecht de Veer. De plantages werden samengevoegd en het vervolg van de geschiedenis van Mopentibo werd gelijk aan die van Peperpot.
In 2011 kwam Mopentibo in het nieuws nadat verschillende Caribische leiders tijdens een CARICOM bijeenkomst de "Mopentibo Nature Trail" wandelden.
A la bonne heure · Anna's Zorg · Akkerboom · Alliance · Alkmaar · Andresa · Auka · Andreesgift · Bantaskine · Barbados · Batavia · Beekenhorst · Belladrum · Bellevue · Belwaarde · Beninenburg · Berg en Dal · Bergen op Zoom · Berlijn (Commewijne) · Berlijn (Para) · Bethlehem · Boksweide · Boston · Botany Bay · Boxel · Bronswijk · Brouwerslust · Bruinendaal · Bucklebury · Buitenrust · Burnside · Cadrosspark · Caledonia · Campenburg · Cannewapibo · Catharina Sophia · Clevia  · Cliffort-Kokshoven · Clyde · Concordia · Concordia en een Kwart Lot · Courcabo · De Dageraad · De Goede Vriendschap · De Resolutie · De Vier Hendrikken · Diamond · Dijkveld · Domburg · Dordrecht · Eendragt · Elisabeth's Hoop · Ellen · L'Espérance (Nickerierivier) · L'Espérance (Surinamerivier) · Esthersrust · Fairfield · Fortuin · Flora · Florentia · Frederiksburg · Frederiksdorp · Frederikslust · Geertruidenberg · Geyersvlijt · Glensander · Gloria · Groot Chatillon · Groot Marseille · Guadeloupe · Hague · Hamburg · Hamilton · Hamptoncourt · Hannover · Hazard · Hebron · Hecht en Sterk · Hooyland · Hope · Houttuin · Huntly · Huwelijkszorg · Inverness · Jagtlust · Jodensavanne · Johan & Margaretha · Johanna Catharina · Johanna Maria · Johannesburg · John · Katwijk · Kent · Kerkshoven · Killenstein · Klein Bellevue · Kleinhoop · Krappahoek · Kroonenburg · Kwatta · La Jalousie · La Prosperité · La Rencontre · La Ressource (Saramacca) · La Ressource (Surinamerivier) · La Singularité · Laarwijk · Leasowes · Leliëndaal · Leonsberg · Livorno · Longmay · Lunenburg · Lust en Rust · Lustrijk · Maasstroom · Margarethenburg · Maria Petronella · Mariënbosch · Mariënburg · Margaretha's Gift · Mary's Hope · Meerzorg · Merveille · Moed en Kommer · Mon Bijou · Mon Souci · Mon Trésor · Monnikendam · Mopentibo · Morgenster · Moy · Nieuw Mocha · Nieuwzorg · Nieuwe Aanleg · De Nieuwe Grond · Nijd en Spijt · Novar · Nursery · Nut en Schadelijk · Onoribo · Onverwacht · Oranibo · Ornamibo · Overbrug · Overtoom 
· Oxford · Palestina · Paradise · Persévérance · Petersburg · Picardië · Peperpot · Pieterszorg · Plaisance · Poelwijk · Potosie · Purmerend · Reijnsdorp · Reijnsfort · Rijnberk · Roosenburg · Rorac · Rust en Werk · Rustenburg · Saltzhalen · Sans Souci · Saphir · Sarah · Sardam · Schaapstede · Schoonoord · Sinabo en Gelre · Sint Barbara · Sint Eustatius · Slootwijk · Sorgvliet · Spieringshoek · Standvastigheid · Suidwijn · Suzanna's Daal · Toevlugt (Surinamerivier) · Tout Lui Faut · Toledo · Totness · Tyronne · 't Vertrouwen · Victoria · Vierkinderen · Visserszorg · Voorburg · Voorzorg (Saramacca) · Vossenburg · Vredenburg · Vriendsbeleid en Ouderzorg · Vreeland · Waltonhall · Waldijk · Waterloo · Wederzorg · Welbedacht · Welgelegen (Commewijne) · Welgelegen (Coronie) · Welgevallen · Weltevreden · Wolffs Capoerica · Wolfenbüttel · 't Ylant · Zoelen · Zorg en Hoop (hout) · Zorg en Hoop (indigo) · Zorg en Hoop (katoen) · Zorg en Hoop (suiker)